# Torsten Mattsson
Torsten Axel Viktor Mattsson (i riksdagen kallad Mattsson i Eneryda), född 15 juni 1915 i Virestad, död där 20 februari 1984, var en svensk sågverksägare och centerpartistisk politiker.
Mattsson var ledamot av riksdagens första kammare från 1959, invald i Kronobergs läns och Hallands läns valkrets.